# Elytranthe
Elytranthe é um género botânico pertencente à família Loranthaceae.